# Annero, Skövde
Annero är ett bostadsområde beläget i västra delen av Söderort i Skövde. Annero är en del av miljonprogrammet som uppfördes under början av 1970-talet. Annero gränsar i norr mot Karlsro och i söder mot Hentorp.